# Йоганнес Мермаєр
Йоганнес Мермаєр (нім. Johannes Meermeier; 14 листопада 1916 — 23 січня 1982) — німецький офіцер-підводник, капітан-лейтенант крігсмаріне.

## Біографія
3 квітня 1937 року вступив на флот. Після проходження навчання з 2 квітня 1939 року служив на есмінці «Бруно Гайнеманн». 2 жовтня 1939 року відряджений в морську авіацію. Після проходження навчання з 1 квітня 1940 року служив спостерігачем в 2-й ескадрильї 906-ї групи берегової авіації, з червня 1941 по січень 1942 року — в 506-й групі берегової авіації, в лютому 1942 року — знову в 2-й ескадрильї 906-ї групи берегової авіації.
З 2 березня по 3 серпня 1942 року пройшов курс підводника. З 4 серпня 1942 року — додатковий, з 7 листопада 1942 року — 1-й вахтовий офіцер на підводному човні U-455, на якому взяв участь у шести походах; під час третього походу був потоплений 1 корабель водотоннажністю 3777 тонн). 8-14 березня 1943 року пройшов курс кермування, з 15 березня по 19 квітня — курс командира човна, після чого був направлений на будівництво U-979, на якому здійснив 3 походи (разом 184 дні в морі), потопив 1 корабель (348 тонн) і пошкодив ще 2 кораблі (12 355 тонн).
| Дата            | Назва корабля                | Тип                         | Тоннаж | Вантаж            | Екіпаж | Загинули | Країна             | Конвой |
| --------------- | ---------------------------- | --------------------------- | ------ | ----------------- | ------ | -------- | ------------------ | ------ |
| 22 вересня 1944 | USS Yukon (AF9) (пошкоджене) | Судно бойового забезпечення | 5,969  | Військові припаси | 229    | 2        | США                |        |
| 2 травня 1945   | HMS Ebor Wyke (FY1601)       | Мінний тральщик             | 348    |                   | 24     | 23       | Британська імперія |        |
| 5 травня 1945   | Empire Unity (пошкоджений)   | Тепловий танкер             | 6,386  | Баласт            | 46     | 0        | Британська імперія | RU-161 |

Під час останнього походу 24 травня 1945 року U-979 сів на мілину в Норвезькому морі південно-східніше Амруму, а Мермаєр потрапив у британський полон. 7 вересня 1945 року звільнений.

## Звання
- Кандидат в офіцери (3 квітня 1937)
- Морський кадет (21 вересня 1937)
- Фенріх-цур-зее (1 травня 1938)
- Оберфенріх-цур-зее (1 липня 1939)
- Лейтенант-цур-зее (1 серпня 1939)
- Оберлейтенант-цур-зее (1 вересня 1941)
- Капітан-лейтенант (1 червня 1944)

## Нагороди
- Залізний хрест
  - 2-го класу (23 жовтня 1940)
  - 1-го класу (7 березня 1941)
- Авіаційна планка розвідника
  - в сріблі (19 червня 1941)
  - в золоті (30 грудня 1941)
- Нагрудний знак підводника (25 січня 1943)
- Фронтова планка підводника в бронзі (3 листопада 1944)